# Brzezinki Nowe
Brzezinki Nowe (prononciation : [bʐɛˈʑinki ˈnɔvɛ]) est un village polonais de la gmina de Tczów dans le powiat de Zwoleń de la voïvodie de Mazovie dans le centre-est de la Pologne.
Il se situe à environ 3 kilomètres au sud-est de Tczów (siège de la gmina), 8 kilomètres au sud-ouest de Zwoleń (siège du powiat) et 104 kilomètres au sud de Varsovie (capitale de la Pologne).

## Histoire
De 1975 à 1998, le village appartenait administrativement à la voïvodie de Radom.